# 本山哲
本山 哲（もとやま さとし、1971年3月4日 – ）は、東京都出身のレーシングドライバー。

## プロフィール
- 身長 : 171cm
- 体重 : 62kg
- 血液型 : RH+O型
- 愛車 : 日産・GT-R／日産・シーマ／日産・フェアレディZ ロードスター／メルセデス・ベンツ／ポルシェ・911ターボ（加藤大治郎が生前に所有していた車）／フーガ（Y50／Y51）/日産・エルグランド

## 経歴
両親がレーシングカートのサーキット場「サーキット秋ヶ瀬（埼玉県さいたま市桜区）」を経営していたことから、幼少時よりポケバイやレーシングカートに乗っており、少年時代にはポケバイの全国大会やレーシングカートのSL全国大会でも優勝している。
1986年には全日本カート選手権にエントリーし、同年にA1クラス、1987年・89年にA2クラスのシリーズチャンピオンを獲得し、翌1990年には全日本F3選手権にて四輪レースにデビューした。
1996年にF1を引退した鈴木亜久里が発足したチーム「フナイ・スーパーアグリ」よりフォーミュラ・ニッポンにデビュー。それと同時に鈴木亜久里の推薦でニスモと契約。全日本ツーリングカー選手権と全日本GT選手権に参戦を開始する。
国内トップカテゴリーでは1998年、2001年、2003年、2005年のフォーミュラ・ニッポン（FN）および、2003年、2004年、2008年の全日本GT選手権（JGTC、現SUPER GT）・GT500クラスのシリーズチャンピオンを獲得しており日本を代表するトップドライバーの一人。その長年の活躍と大事なレースで特に見せる速さ、集中力、レースの支配から、「帝王」、「2代目日本一速い男」の異名を持つ（『SUPER GT+』より）。夫人は元レースクイーンの小寺雅子。
FNでの年間チャンピオン獲得後、複数のF1チームからのオファーがあったものの海外進出には消極的だったが、2003年4月に幼馴染でもある親友・加藤大治郎（Moto GPライダー）がレース中事故死したことを機に積極的な海外進出を試みる姿勢に転換。同年中にワールドシリーズ・バイ・ニッサンのテストに参加したほか、10月のF1日本GPでは、ジョーダン・フォードから金曜日のテスト走行に出走するなど、機会があれば海外のレースに参戦したいとの姿勢を見せるようになった。なお、加藤の事故死以降、搭乗するレーシングカーには97年、98年に加藤が鈴鹿8時間耐久ロードレースに参戦した際の監督だった高橋国光が監督を務めたチーム国光のマシンと同様にMoto GPにおける永久欠番となった加藤のゼッケン「74」が記されたステッカーを貼付している。
実際2003年末から2004年初頭にかけて、ジョーダン等のF1チームと交渉を持つも契約締結には至らなかった。日本人ドライバーがF1に進出するためには、
1. 海外におけるフォーミュラレースでの実績
2. トヨタやホンダ等のサプライヤーとのコネクション
3. 資金力（個人スポンサーの持込など）

が必要とされており、海外実績が非常に乏しく、日産自動車の開発ドライバーを務めていた本山は、F1に参戦中だったホンダやトヨタとの有力なパイプを持っておらず、レギュラードライバーの若年化も著しかったF1のシート獲得は非常に厳しいものであった。その状況下でもさらに日産とルノーの資本提携関係を基にルノーF1のシートを目指し、スペインのヘレスサーキットで、ルノーのセレクションを受けた。テストでは当時のレギュラードライバーであるフェルナンド・アロンソに匹敵するタイムを叩き出したものの、当時33歳となっていた本山の年齢なども含めて、ルノー側のニーズに合わず交渉は不調に終わった。また、思うようにチームから求められる持参金が集まらない現実もあり海外進出は成らなかった。
その後は国内レースに専念する方針に切り替え、前述のように2005年のFNと2008年のSUPER GTでチャンピオンを獲得した。また、この年の開幕戦において、ブノワ・トレルイエとのコンビでこの年からサーキットへとカムバックした日産・GT-Rのデビューウィンを果たし、その後シーズン3勝を挙げている。
2009年には、FNにエントリーしないこと（引退ではない）を自身のホームページなどで発表し、SUPER GTに集中することとなった。開幕戦ではGT参戦通算100戦目を迎え、またシーズン2勝を挙げ、最終戦までチャンピオン争いをしていたが最終戦のもてぎでトレルイエのドライブ中にタイヤバーストに見舞われマシンが損傷。シリーズ連覇を果たせなかった。
2010年は、この年に装着していたミシュランタイヤとのマッチングに苦しみ不調に陥った。さらに、チーム側が巻き返しを狙っていた第7戦富士では、直前に上陸した台風により富士スピードウェイ周辺の道路が被害を受け中止となったこともあり、未勝利に終わった。
2011年は、再び装着タイヤをブリヂストンに戻し、第2戦富士で勝利を挙げるが、それ以降2戦連続ノーポイントに終わり、同じGT-Rを駆るMOLAの柳田真孝とロニー・クインタレッリにランキングで先行を許す。しかし、第7戦オートポリスでは予選12番手スタートから追い上げを見せて優勝。最終戦では、ポールポジションからスタートしたMOLAを5番手から追い、終盤に本山が柳田をかわしトップに立つとそのまま逃げ切って2連勝を飾り、本山自身は3年ぶりとなるシーズン3勝を記録することができたが、チャンピオンはこのレースで着実に2位を得たMOLAコンビの手に渡った。
2012年は、世界耐久選手権（WEC）参戦のために離脱したトレルイエに代わり、ミハエル・クルムと8年ぶりにコンビを組んだが、2年ぶりのシーズン未勝利に終わった。6月にはニッサンのデルタウイングを駆って久々となるル・マン24時間レースに参戦したが、自身のドライブ中に中嶋一貴に接触されリタイアに終わった。
2013年は、柳田とクインタレッリに譲るかたちで長年在籍したNISMOを離れ、関口雄飛を育成するためMOLAへ移籍してコンビを組む。
2014年は、WedsSports BANDOHに移籍した関口に変わり、柳田真孝とコンビを組む。本年は、予選、決勝ともに速さは見せるもののレース中に車体が炎上しリタイアするなど、GT-R勢の中でも不運なトラブルが続き、未勝利に終わった。
2015年も、前年と同じく柳田とコンビを組みGT500参戦。第3戦で2011年以来の優勝を果たすなど活躍をみせシーズン6位。
2016年、2017年はブランパン耐久シリーズ覇者の千代勝正がGT500にステップアップしコンビを組む。第5戦鈴鹿では千代が第4戦でクラッシュしたことにより高星明誠とコンビを組み3位表彰台を獲得する。
2017年の第4戦のSUGOでは、DENSO SARD LC500の平手晃平と最終ラップまで激闘を繰り広げ、雨が降ってきたことによってコースアウトしハーフスピン状態になった平手を、同じくコースアウトをしてコースに戻ってきた際に接触、結果として平手を助ける格好になり2位となったものの、レース後はSNS等でスポーツマンシップを称賛された。ただし、レース自体は満足のいくものだったものの、レース終了直後はやはり悔しかったとコメント。同年はこの2位が最高成績であり、シーズン12位という成績に終わる。
2019年、GT500から引退。2月の日産の体制発表記者会見で行われた引退セレモニーでは、師匠である星野一義や後輩ドライバーから花束が贈呈された。同年よりNISMOのエグゼクティブアドバイザーに就任しニッサン系チームをサポートする。
2020年はスーパーフォーミュラに参戦するBuzz Racing with B-MAXの監督を務める。またスーパー耐久にTAIROKU Racingの日産・GT-R NISMO GT3で参戦するとされたが、結局同チームが新型コロナウイルスの流行の影響で活動を休止したため、参戦は実現しなかった。一方で12月には、フォーミュラ・リージョナル・ジャパニーズ・チャンピオンシップ（FRJC）と全日本スーパーフォーミュラ・ライツ選手権（SFL）にスポット参戦。FRJCではチーム郷、SFLではB-MAX RACINGからの参戦となる。
2021年はSUPER GTに復帰を果たす。Team LeMans with MOTOYAMA RacingからGT300クラスに参戦。チームランキングは22位となった。

## 1997年 全日本ツーリングカー選手権 最終戦
1997年、本山は全日本ツーリングカー選手権（JTCC）で中子修、黒澤琢弥とチャンピオン争いを繰り広げていた。中子がポイントリーダーで迎えた最終戦のインターTEC（富士）第2レースで、16周目のヘアピン進入時に本山のインを突いた中子がブレーキをロックさせ本山に接触、本山のマシンは損傷・スピンして順位を落とした。この接触でタイトルの望みが消えた本山は、中子に報復するため、1周のスロー走行の後、18周目の100Rでアウトから来た中子に体当たりする形でコース外へ押し出し、中子はコースアウト・クラッシュした。その後、本山はピットに戻りレースを終えた。レース結果は「リタイア」ではなく「失格」となった。
この件で中子に罰金5万円、本山に罰金50万円のペナルティが科せられ、本山は後に行われたFN最終戦への出場を鈴木亜久里と話し合った上、謹慎の意味で欠場し、翌週のJGTC GTオールスター戦も欠場した（FN最終戦の代役は道上龍、JGTC GTオールスター戦の代役は土屋武士）。この際競技ライセンスの剥奪やレース界追放も検討されたが、その才能を惜しんだNISMOやチーム・ルマンや鈴木亜久里の尽力により、何とか免れることとなった。モータージャーナリストの林溪清は著書「F1の秘密」内でこの事件について触れ、名指しはしなかったものの「このような選手にF1へ行く資格はない」と評している。
なお、本山と中子の当事者同士の間では、この件の直後にコントロールタワーで本山は中子と顔を合した際に謝罪しそれほどのわだかまりは無く、時を経て2020年には雑誌上で対談しこの最終戦の状況について述懐している。
本山は1999年フォーミュラ・ニッポン最終戦でも、ランキング首位のトム・コロネルの明らかな過失で接触し、チャンピオンの権利を失っているが、この時は激しい感情を相手にぶつけることはなかった。

## レース戦績
- 1984年
  - SLカート全国大会・Aクラス優勝
  - 地方選手権・NA2クラス（シリーズ6位）
- 1985年 - 地方選手権・NA2クラス（シリーズ3位）
- 1986年 - 全日本カート競技選手権・A1クラス（シリーズチャンピオン）
- 1987年 - 全日本カート競技選手権・A2クラス（シリーズチャンピオン）
- 1988年
  - 全日本カート競技選手権・FKクラス（シリーズ6位）
  - JAPAN KART GP（決勝2位）
  - カート世界選手権・スーパー100クラス（決勝2位）
- 1989年 - 全日本カート競技選手権 A2クラス（シリーズチャンピオン）
- 1990年
  - 全日本F3選手権（#98 浅田飴パッションRT33無限／ラルトRT33 MF204）
  - 日本グランプリ記念レース Panasonic F3 スーパーカップレース（#98 浅田飴パッションRT33無限／ラルトRT33 MF204）（決勝19位）
  - インターナショナルF3リーグ（#98 浅田飴パッションRT33無限／ラルトRT33 MF204）（決勝19位）
- 1991年
  - 全日本F3選手権（TEAM TAKEONE #5 ／ラルトRT35 MF204）（シリーズ6位）
  - インターナショナルF3リーグ（TEAM TAKEONE #99 ／ラルトRT35 MF204）（決勝21位）
  - SUGO INTER FORMULA・VW GOLFレース（#98 浅田飴パッションGOLF）（決勝7位）
  - 91'レース・ド・ニッポン・VW GOLFレース（#98 浅田飴パッションGOLF）（決勝6位）
  - SUGO INTER 500km・VW GOLFレース（#98 浅田飴パッションGOLF）（決勝DNF）
- 1992年
  - 全日本F3選手権（#11 J-TRIAL ラルト 無限／ラルトRT35 MF204）（シリーズ8位）
  - フジテレビジョン日本グランプリレース記念 F3 スーパーカップレース（#11 BESTEX ラルト 無限／ラルトRT35 MF204）（決勝6位）
- 1993年
  - 全日本F3選手権＜Rd.5-7＞（#12 DALLARA 無限／ダラーラF393 MF204）＜Rd.8-10＞（#12 DALLARA FIAT／ダラーラF393 FIAT）
  - SUGO耐久500kmレース（#33 BLITZ SUPRA／スープラ JZA80）（総合32位）
- 1994年
  - 全日本F3選手権＜Rd.1,7-10＞（TEAM 5ZIGEN #50／ダラーラF393 3S-G）（シリーズ7位）
  - N1耐久シリーズ＜Rd.1 スポット参戦＞（#33 BLITZ SUPRA／スープラ JZA80）（決勝26位）
  - 第11回SUGO 300km耐久レース（#11 レッツオ・BP・トランピオ・GTR／スカイラインGT-R）
- 1995年
  - 全日本F3選手権（DOME RACING #6 ANABUKI・童夢・無限／ダラーラF395 MF204）（シリーズ2位・1勝）
  - 全日本ツーリングカー選手権（#51 BPオイル・トランピオエクシヴ／コロナ エクシヴ ST202）
  - NICOS CUP 十勝24時間レース（#11 RAZO TRAMPIO GT／スカイラインGT-R BCNR33）（総合7位）
- 1996年
  - 全日本選手権フォーミュラ・ニッポン（FUNAI SUPER AGURI #56／レイナード95D MF308）（シリーズ10位）
  - 全日本GT選手権・GT300クラス＜Rd.3-6＞（HOSINO RACING #12 パーソンズシルビア／シルビア S14 SR20DET）（シリーズ29位）
  - 全日本ツーリングカー選手権＜Rd.1-8＞（NISMO #32 ザナヴィ・サニー）＜Rd.9-14＞（NISMO #32 ザナヴィ・カミノ／プリメーラ カミノ HP11）(シリーズ9位)
- 1997年
  - 全日本選手権フォーミュラ・ニッポン＜Rd.1-9＞（FUNAI SUPER AGURI #56／レイナード97D MF308）（シリーズ11位）
  - 全日本GT選手権・GT500クラス（HOSINO RACING #12 カルソニックスカイライン／スカイラインGT-R BCNR33 RB26DETT）（シリーズ11位）
  - 全日本ツーリングカー選手権（NISMO ＃23 ザナヴィカミノ／プリメーラ カミノ HP11）（シリーズ3位・2勝）
- 1998年
  - 全日本選手権フォーミュラニッポン（LEMONed Le Mans #8／レイナード99L MF308）（シリーズチャンピオン・3勝）
  - 全日本GT選手権・GT500クラス（オートバックスレーシングチームアグリ #50 ARTAスカイライン／スカイラインGTR BCNR33 RB26DETT）（シリーズ12位）
  - ル・マン24時間レース・LMGT1クラス（NISMO #33 JOMO・日産R390GT1）（総合10位・クラス9位）
- 1999年
  - 全日本選手権フォーミュラニッポン（UNLIMITED Le Mans #1／レイナード99L MF308）（シリーズ2位・3勝）
  - 全日本GT選手権・GT500クラス（NISMO #1 ペンズオイル ニスモ GTR／スカイラインGT-R  BNR34 RB26DETT）（シリーズ3位・1勝）
  - ル・マン24時間レース・LMPクラス（NISMO # 日産R391）（決勝DNF）
  - ル・マン富士1,000km・LMPクラス（NISMO #23 NISSAN R391）（優勝）
  - Pokka1000km・S-Eクラス（#23 ロックタイトニスモ GT-R／スカイラインGT-R）（決勝DNF）
- 2000年
  - 全日本選手権フォーミュラ・ニッポン（TEAM IMPUL #19／レイナード99L MF308）（シリーズ3位・1勝）
  - 全日本GT選手権・GT500クラス（TEAM IMPUL #12 カルソニックスカイライン／スカイラインGT-R  BNR34 RB26DETT）（シリーズ3位・1勝）
- 2001年
  - 全日本選手権フォーミュラ・ニッポン（excite TEAM IMPAL #1／レイナード99L MF308）（シリーズチャンピオン・4勝）
  - 全日本GT選手権・GT500クラス（TEAM IMPUL #12 カルソニックスカイライン／スカイラインGTR  BNR34 RB26DETT）（シリーズ11位）
- 2002年
  - 全日本選手権フォーミュラ・ニッポン（XBOX TEAM IMPAL #1／レイナード01L MF308）（シリーズ2位・5勝）
  - 全日本GT選手権・GT500クラス（NISMO #22 XANAVI NISMO GT-R／スカイラインGT-R  BNR34 RB26DETT→VQ30DETT）（シリーズ8位）
- 2003年
  - 全日本選手権フォーミュラ・ニッポン（TEAM IMPAL #19／ローラB351 MF308）（シリーズチャンピオン・4勝）
  - 全日本GT選手権・GT500クラス（NISMO #23 XANAVI NISMO GT-R／スカイラインGT-R  BNR34 VQ30DETT）（シリーズチャンピオン）
  - 第10回十勝24時間レース・クラス3（#23 C-WESTアドバンZ33／フェアレディZ Z33）（総合12位）
- 2004年
  - 全日本選手権フォーミュラ・ニッポン（ADiRECT TEAM 5ZIGEN #1／ローラB351 MF308）（シリーズ6位・1勝）
  - 全日本GT選手権・GT500クラス（NISMO #1 XANAVI NISMO Z／フェアレディZ Z33 VQ30DETT）（シリーズチャンピオン・2勝）
  - 第11回十勝24時間レース（#245 モバイルキャスト アドバン Z／フェアレディZ Z33）（総合3位）
- 2005年
  - 全日本選手権フォーミュラ・ニッポン（arting RACING TEAM with IMPUL #23／ローラB351 MF308） （シリーズチャンピオン・3勝）
  - SUPER GT・GT500クラス（NISMO #1 XANAVI NISMO Z／フェアレディZ Z33 VQ30DETT）（シリーズ3位・1勝）
- 2006年
  - 全日本選手権フォーミュラ・ニッポン（arting RACING TEAM with IMPUL #1／ローラB06/51 RV8J）（シリーズ5位）
  - SUPER GT・GT500クラス（NISMO #23 XANAVI NISMO Z／フェアレディZ Z33 VQ30DETT）（シリーズ6位・1勝）
  - 第13回十勝24時間レース・GTクラス（#74 アラビアンオアシスZ／フェアレディZ Z33）（総合7位・クラス優勝）
- 2007年
  - 全日本選手権フォーミュラ・ニッポン（Arabian Oasis TEAM IMPUL #19／ローラB06/51 RV8J）（シリーズ4位・3勝）
  - SUPER GT・GT500クラス（NISMO #23 XANAVI NISMO Z／フェアレディZ Z33 VK45DE）（シリーズ8位・1勝）
- 2008年
  - 全日本選手権フォーミュラ・ニッポン（Team Le Mans／ローラB06/51 RV8J）（シリーズ11位）
  - SUPER GT・GT500クラス（NISMO #23 XANAVI NISMO GT-R／GT-R R35 VK45DE）（シリーズチャンピオン・3勝）
- 2009年 - SUPER GT・GT500クラス（NISMO #1 MOTUL AUTECH GT-R／GT-R R35 VK45DE）（シリーズ3位・2勝）
- 2010年 - SUPER GT・GT500クラス（NISMO #23 MOTUL AUTECH GT-R／GT-R R35 VRH34A）（シリーズ7位）
- 2011年 - SUPER GT・GT500クラス（NISMO #23 MOTUL AUTECH GT-R／GT-R R35 VRH34A→VRH34B）（シリーズ2位・3勝）
- 2012年
  - SUPER GT・GT500クラス（NISMO #23 MOTUL AUTECH GT-R／GT-R R35 VRH34B）（シリーズ8位）
  - ル・マン24時間レース・Garage56クラス（ハイクロフト・レーシング #0 デルタウイング日産）（決勝DNF）
- 2013年 - SUPER GT・GT500クラス（MOLA #1 REITO MOLA GT-R／GT-R R35 VRH34B）（シリーズ12位）
- 2014年
  - SUPER GT・GT500クラス（MOLA #46 S Road MOLA GT-R／GT-R R35 NR20A）（シリーズ11位）
  - ル・マン24時間レース・Garage56クラス（NISMO #0 日産・ZEOD RC）（決勝DNF）
- 2015年 - SUPER GT・GT500クラス（MOLA #46 S Road MOLA GT-R／GT-R R35 NR20A）（シリーズ6位・1勝）
- 2016年 - SUPER GT・GT500クラス（MOLA #46 S Road CRAFTSPORTS GT-R／GT-R R35 NR20A）（シーズン10位）
- 2017年
  - SUPER GT・GT500クラス（MOLA #46 S Road CRAFTSPORTS GT-R／GT-R R35 NR20A）（シーズン12位）
  - スーパー耐久・ST-3クラス（SKT Team motoyama #34 SKT Team motoyama Z34／フェアレディZ Z34）
- 2018年 - SUPER GT・GT500クラス（NDDP Racing with B-MAX #3 CRAFTSPORTS MOTUL GT-R／GT-R R35 NR20A）（シーズン17位）
- 2019年
  - スーパー耐久・ST-Zクラス＜Rd.1＞（TECHNO FIRST #35 モノコレ SUN’S TECHNO GINETTA／GINETTA G55 GT4）
  - スーパー耐久・ST-Xクラス＜Rd.3＞（TAIROKU Racing with B-MAX Engineering #300 TAIROKU Racing GT-R／GT-R R35 VR38DETT）
- 2020年
  - フォーミュラ・リージョナル・ジャパニーズ・チャンピオンシップ＜Rd.13&14＞（Team Goh #55／童夢F111/3）（シリーズ16位）
  - スーパーフォーミュラ・ライツ＜Rd.15-17＞（B-MAX ENGINEERING #13 REBELLION Buzz 320／ダラーラ320・スピース）
- 2021年 - SUPER GT・GT300クラス（Team LeMans w/Motoyama Racing #6 Team LeMans Audi R8 LMS／R8 LMS DAR）
- 2022年 - SUPER GT・GT300クラス＜Rd.1＞（Motoyama Racing w/Team LeMans #6 Team LeMans Audi R8 LMS／R8 LMS DAR）（シリーズ26位）
- 2023年 - スーパー耐久・ST-Zクラス＜Rd.2＞（Porsche Team EBI WAIMARAMA #22 Porsche EBI WAIMARAMA Cayman GT4 RS CS）
- 2024年 - スーパー耐久・ST-Qクラス＜Rd.2＞（NISMO #230 Nissan Z Racing Concept／フェアレディZ RZ34）

### 主なシリーズタイトル
全日本カート選手権・A1クラス
シリーズチャンピオン・1回(1986年)
全日本カート選手権・A2クラス
シリーズチャンピオン・2回(1987年,1989年)
フォーミュラ ニッポン
シリーズチャンピオン・4回(1998年,2001年,2003年,2005年)
通算勝利数・27勝…歴代1位
通算PP獲得数・21回…歴代1位
JGTC&SUPER GT・GT500クラス
ドライバーズチャンピオン・3回(2003年,2004年,2008年)…歴代1位タイ
通算勝利数・16勝…歴代1位タイ

### フォーミュラ

#### 全日本フォーミュラ3選手権/全日本スーパーフォーミュラライツ選手権
| 年     | チーム                           | エンジン   | クラス | 1       | 2      | 3      | 4       | 5      | 6       | 7      | 8       | 9      | 10      | 11   | 12   | 13   | 14   | 15     | 16       | 17       | 順位 | ポイント |
| ------ | -------------------------------- | ---------- | ------ | ------- | ------ | ------ | ------- | ------ | ------- | ------ | ------- | ------ | ------- | ---- | ---- | ---- | ---- | ------ | -------- | -------- | ---- | -------- |
| 1990年 | LE GARAGE COX RACING TEAM        | 無限       |        | SUZ 9   | FSW 15 | SUZ 12 | TSU 14  | SEN 5  | SUG 13  | TSU 13 | SUZ Ret | NIS 5  | SUZ DNS |      |      |      |      |        |          |          | 11位 | 4        |
| 1991年 | LE GARAGE COX RACING TEAM        | 無限       |        | SUZ 6   | FSW 7  | SUZ 7  | TSU 16  | SEN 4  | MIN 14  | TSU 2  | SUG 3   | SUZ 26 | SUZ 20  |      |      |      |      |        |          |          | 6位  | 14       |
| 1992年 | XEBEC MOTOR SPORTS               | 無限       |        | SUZ Ret | TSU 2  | FSW 17 | SUZ Ret | SEN 5  | TAI 10  | MIN 6  | SUG 6   | SUZ 8  | SUZ 6   |      |      |      |      |        |          |          | 8位  | 11       |
| 1993年 | ダラーラ・アウトモビリ・ジャパン | 無限       |        | SUZ     | TSU    | FSW    | SUZ     | SEN 11 | TAI Ret | MIN 9  |         |        |         |      |      |      |      |        |          |          | 11位 | 4        |
| 1993年 | ダラーラ・アウトモビリ・ジャパン | フィアット |        |         |        |        |         |        |         | SUG 5  | SUZ 5   |        |         |      |      |      |      |        |          |          | 11位 | 4        |
| 1994年 | TEAM 5ZIGEN                      | トヨタ     |        | SUZ 7   | FSW    | TSU    | SUZ     | SEN    | TOK     | MIN 5  | TAI 4   | SUG 4  | SUZ Ret |      |      |      |      |        |          |          | 7位  | 8        |
| 1995年 | DOME RACING                      | 無限       |        | SUZ 2   | FSW C  | TSU 1  | MIN 3   | SUZ 2  | TAI 2   | SUG 5  | FSW 9   | SUZ 2  | SEN 3   |      |      |      |      |        |          |          | 2位  | 37       |
| 2020年 | B-MAX ENGINEERING                | VW         |        | TRM1    | TRM2   | TRM3   | OKA1    | OKA2   | SUG1    | SUG2   | SUG3    | AUT1   | AUT2    | AUT3 | SUZ1 | SUZ2 | SUZ3 | FSW1 8 | FSW2 Ret | FSW3 Ret | NC   | 0        |

- 太字はポールポジション、斜字はファステストラップ。(key)

#### フォーミュラ・ニッポン
| 年     | チーム                        | シャシー        | エンジン | 1       | 2       | 3       | 4       | 5       | 5       | 6       | 6       | 7       | 7       | 8       | 9       | 10      | 順位 | ポイント |
| ------ | ----------------------------- | --------------- | -------- | ------- | ------- | ------- | ------- | ------- | ------- | ------- | ------- | ------- | ------- | ------- | ------- | ------- | ---- | -------- |
| 1996年 | FUNAI SUPER AGURI             | レイナード・95D | 無限     | SUZ 7   | MIN Ret | FSW 5   | TOK 17  | SUZ 12  | SUZ 12  | SUG 3   | SUG 3   | FSW 5   | FSW 5   | MIN 6   | SUZ Ret | FSW Ret | 10位 | 9        |
| 1997年 | FUNAI SUPER AGURI             | レイナード・94D | 無限     | SUZ 4   |         |         |         |         |         |         |         |         |         |         |         |         | 11位 | 7        |
| 1997年 | FUNAI SUPER AGURI             | レイナード・97D | 無限     |         | MIN DNS | FSW Ret | SUZ Ret | SUG Ret | SUG Ret | FSW Ret | FSW Ret | MIN 6   | MIN 6   | TRM Ret | FSW 4   | SUZ     | 11位 | 7        |
| 1998年 | LEMONed Racing Team Le Mans   | レイナード・97D | 無限     | SUZ Ret | MIN 1   | FSW 1   | TRM 2   | SUZ Ret | SUZ Ret | SUG 4   | SUG 4   | MIN 1   | MIN 1   | FSW 2   | SUZ Ret |         | 1位  | 45       |
| 1999年 | UNLIMITED RACING Team Le Mans | レイナード・99L | 無限     | SUZ 1   | TRM 2   | MIN 1   | FSW Ret | SUZ Ret | SUZ Ret | SUG 2   | SUG 2   | FSW 3   | FSW 3   | MIN Ret | TRM 1   | SUZ Ret | 2位  | 46       |
| 2000年 | TEAM IMPUL                    | レイナード・99L | 無限     | SUZ 6   | TRM 4   | MIN Ret | FSW 8   | SUZ 6   | SUZ 6   | SUG 4   | SUG 4   | TRM 3   | TRM 3   | FSW 2   | MIN 2   | SUZ 1   | 3位  | 34       |
| 2001年 | excite TEAM IMPUL             | レイナード・01L | 無限     | SUZ Ret | TRM 9   | MIN 1   | FSW Ret | SUZ 1   | SUZ 1   | SUG 1   | SUG 1   | FSW 4   | FSW 4   | MIN 1   | TRM 2   | SUZ Ret | 1位  | 49       |
| 2002年 | XBOX TEAM IMPUL               | レイナード・01L | 無限     | SUZ Ret | FSW 1   | MIN 1   | SUZ 5   | TRM 1   | TRM 1   | SUG Ret | SUG Ret | FSW 3   | FSW 3   | MIN 1   | TRM 4   | SUZ 1   | 2位  | 60       |
| 2003年 | TEAM IMPUL                    | ローラ・B351    | 無限     | SUZ 1   | FSW 1   | MIN 1   | TRM 9   | SUZ 14  | SUZ 14  | SUG 1   | SUG 1   | FSW 1   | FSW 1   | MIN 13  | TRM 2   | SUZ 3   | 1位  | 56       |
| 2004年 | ADiRECT TEAM 5ZIGEN           | ローラ・B351    | 無限     | SUZ 5   | SUG 12  | TRM 5   | SUZ 4   | SUG 1   | SUG 1   | MIN 6   | MIN 6   | SEP Ret | SEP Ret | TRM 5   | SUZ 6   |         | 6位  | 21       |
| 2005年 | arting RACING TEAM with IMPUL | ローラ・B351    | 無限     | TRM 4   | SUZ 4   | SUG 1   | FSW 2   | SUZ 1   | SUZ 1   | MIN 3   | MIN 3   | FSW 13  | FSW 13  | TRM 1   | SUZ 2   |         | 1位  | 52       |
| 2006年 | arting RACING TEAM with IMPUL | ローラ・B06/51  | トヨタ   | FSW 3   | SUZ 8   | TRM 3   | SUZ 3   | AUT Ret | AUT Ret | FSW 3   | FSW 3   | SUG 5   | SUG 5   | TRM Ret | SUZ Ret |         | 5位  | 16       |
| 2007年 | Arabian Oasis TEAM IMPUL      | ローラ・B06/51  | トヨタ   | FSW Ret | SUZ 1   | TRM 6   | OKA 10  | SUZ 1   | SUZ 1   | FSW Ret | FSW Ret | SUG 4   | SUG 4   | TRM 11  | SUZ 1   |         | 4位  | 38       |
| 2008年 | Team LeMans                   | ローラ・B06/51  | トヨタ   | FSW Ret | SUZ 4   | TRM 16  | OKA Ret | SUZ1 8  | SUZ2 3  | TRM1 9  | TRM2 5  | FSW1 14 | FSW2 14 | SUG Ret |         |         | 11位 | 14       |

- 太字はポールポジション、斜字はファステストラップ。(key)

### 全日本ツーリングカー選手権
| 年     | チーム   | 使用車両                 | 1        | 2        | 3        | 4        | 5       | 6       | 7        | 8       | 9        | 10       | 11       | 12       | 13       | 14      | 15       | 16       | 順位 | ポイント |
| ------ | -------- | ------------------------ | -------- | -------- | -------- | -------- | ------- | ------- | -------- | ------- | -------- | -------- | -------- | -------- | -------- | ------- | -------- | -------- | ---- | -------- |
| 1995年 | Object T | トヨタ・コロナ           | FSW1 Ret | FSW2 Ret |          |          |         |         |          |         |          |          |          |          |          |         |          |          | 19位 | 9        |
| 1995年 | Object T | トヨタ・コロナEXiV       |          |          | SUG1 8   | SUG2 5   | TOK1 22 | TOK2 17 | SUZ1 19  | SUZ2 16 | MIN1 22  | MIN2 Ret | TAI1 Ret | TAI2 11  | SEN1 Ret | SEN2 12 | FSW1 Ret | FSW2 17  | 19位 | 9        |
| 1996年 | NISMO    | 日産・サニー             | FSW1 Ret | FSW2 8   | SUG1 Ret | SUG2 DNS | SUZ1 8  | SUZ2 7  | MIN1 8   | MIN2 9  |          |          |          |          |          |         |          |          | 9位  | 46       |
| 1996年 | NISMO    | 日産・プリメーラ・カミノ |          |          |          |          |         |         |          |         | SEN1 5   | SEN2 Ret | TOK1 6   | TOK2 5   | FSW1 4   | FSW2 4  |          |          | 9位  | 46       |
| 1997年 | NISMO    | 日産・プリメーラ・カミノ | FSW1 C   | FSW2 C   | TAI1 4   | TAI2 2   | SUG1 3  | SUG2 3  | SUZ1 Ret | SUZ2 1  | MIN1 DSQ | MIN2 3   | SEN1 1   | SEN2 Ret | TOK1 2   | TOK2 4  | FSW1 6   | FSW2 DSQ | 3位  | 100      |

- 太字はポールポジション、斜字はファステストラップ。(key)

### 全日本GT選手権/SUPER GT
| 年     | チーム                         | 使用車両               | クラス | 1       | 2       | 3       | 4       | 5       | 6       | 7      | 8       | 9      | 順位 | ポイント |
| ------ | ------------------------------ | ---------------------- | ------ | ------- | ------- | ------- | ------- | ------- | ------- | ------ | ------- | ------ | ---- | -------- |
| 1996年 | HOSHINO RACING                 | 日産・シルビア         | GT300  | SUZ     | FSW     | SEN Ret | FSW Ret | SUG 12  | MIN 7   |        |         |        | 29位 | 4        |
| 1997年 | TEAM IMPUL                     | 日産・スカイラインGT-R | GT500  | SUZ Ret | FSW 5   | SEN 15  | FSW 4   | MIN 6   | SUG 14  |        |         |        | 11位 | 24       |
| 1998年 | Autobacs Racing Team Aguri     | 日産・スカイラインGT-R | GT500  | SUZ 13  | FSW C   | SEN 11  | FSW 6   | TRM 6   | MIN 9   | SUG 8  |         |        | 12位 | 17       |
| 1999年 | NISMO                          | 日産・スカイラインGT-R | GT500  | SUZ 2   | FSW     | SUG 6   | MIN 1   | FSW 3   | TAI 7   | TRM 3  |         |        | 3位  | 69       |
| 2000年 | TEAM IMPUL                     | 日産・スカイラインGT-R | GT500  | TRM 17  | FSW 5   | SUG 5   | FSW 3   | TAI 6   | MIN 1   | SUZ 3  |         |        | 3位  | 66       |
| 2001年 | TEAM IMPUL                     | 日産・スカイラインGT-R | GT500  | TAI 15  | FSW Ret | SUG 7   | FSW 7   | TRM 3   | SUZ 11  | MIN 5  |         |        | 11位 | 28       |
| 2002年 | NISMO                          | 日産・スカイラインGT-R | GT500  | TAI 11  | FSW 7   | SUG 7   | SEP 4   | FSW 2   | TRM 10  | MIN 2  | SUZ Ret |        | 8位  | 51       |
| 2003年 | NISMO                          | 日産・スカイラインGT-R | GT500  | TAI 2   | FSW 4   | SUG 3   | FSW 5   | FSW 2   | TRM 11  | AUT 5  | SUZ 3   |        | 1位  | 86       |
| 2004年 | NISMO                          | 日産・フェアレディZ    | GT500  | TAI 1   | SUG Ret | SEP 3   | TOK Ret | TRM 3   | AUT 1   | SUZ 7  |         |        | 1位  | 73       |
| 2005年 | NISMO                          | 日産・フェアレディZ    | GT500  | OKA Ret | FSW 4   | SEP 1   | SUG 8   | TRM 6   | FSW 10  | AUT 6  | SUZ 2   |        | 3位  | 60       |
| 2006年 | NISMO                          | 日産・フェアレディZ    | GT500  | SUZ 2   | OKA Ret | FSW 4   | SEP 5   | SUG 2   | SUZ DSQ | TRM 14 | AUT 1   | FSW 11 | 6位  | 69       |
| 2007年 | NISMO                          | 日産・フェアレディZ    | GT500  | SUZ 2   | OKA Ret | FSW 1   | SEP 14  | SUG Ret | SUZ 3   | TRM 13 | AUT 12  | FSW 14 | 8位  | 48       |
| 2008年 | NISMO                          | 日産・GT-R             | GT500  | SUZ 1   | OKA 1   | FSW 14  | SEP 13  | SUG 14  | SUZ 8   | TRM 12 | AUT 1   | FSW 9  | 1位  | 76       |
| 2009年 | NISMO                          | 日産・GT-R             | GT500  | OKA 13  | SUZ 11  | FSW 1   | SEP 8   | SUG 1   | SUZ 6   | FSW 2  | AUT 2   | TRM 14 | 3位  | 78       |
| 2010年 | NISMO                          | 日産・GT-R             | GT500  | SUZ 8   | OKA Ret | FSW Ret | SEP 2   | SUG 6   | SUZ 2   | FSW C  | TRM 8   |        | 7位  | 48       |
| 2011年 | NISMO                          | 日産・GT-R             | GT500  | OKA 5   | FSW 1   | SEP 14  | SUG 12  | SUZ 4   | FSW 6   | AUT 1  | TRM 1   |        | 2位  | 79       |
| 2012年 | NISMO                          | 日産・GT-R             | GT500  | OKA 4   | FSW 3   | SEP 7   | SUG Ret | SUZ 5   | FSW 11  | AUT 6  | TRM 6   |        | 8位  | 40       |
| 2013年 | MOLA                           | 日産・GT-R             | GT500  | OKA 10  | FSW 9   | SEP 6   | SUG 7   | SUZ 8   | FSW 7   | AUT 4  | TRM 14  |        | 12位 | 28       |
| 2014年 | MOLA                           | 日産・GT-R             | GT500  | OKA 10  | FSW Ret | AUT 2   | SUG 7   | FSW 6   | SUZ Ret | CHA 13 | TRM 5   |        | 11位 | 31       |
| 2015年 | MOLA                           | 日産・GT-R             | GT500  | OKA 8   | FSW 10  | CHA 1   | FSW 14  | SUZ 6   | SUG 2   | AUT 6  | TRM Ret |        | 6位  | 50       |
| 2016年 | MOLA                           | 日産・GT-R             | GT500  | OKA 3   | FSW 7   | SUG 13  | FSW Ret | SUZ 3   | CHA 12  | TRM 8  | TRM 6   |        | 10位 | 36       |
| 2017年 | MOLA                           | 日産・GT-R             | GT500  | OKA Ret | FSW 11  | AUT 4   | SUG 2   | FSW 11  | SUZ 14  | CHA 10 | TRM 6   |        | 12位 | 29       |
| 2018年 | NDDP RACING with B-MAX         | 日産・GT-R             | GT500  | OKA 7   | FSW 10  | SUZ 7   | CHA 13  | FSW 15  | SUG 8   | AUT 13 | TRM 9   |        | 17位 | 14       |
| 2021年 | Team LeMans w/MOTOYAMA Racing  | アウディ・R8 LMS EVO   | GT300  | OKA 22  | FSW 23  | SUZ 12  | TRM 19  | SUG 18  | AUT 24  | TRM 20 | FSW 18  |        | NC   | 0        |
| 2022年 | MOTOYAMA Racing w/ Team LeMans | アウディ・R8 LMS EVO Ⅱ | GT300  | OKA 5   | FSW     | SUZ     | FSW     | SUZ     | SUG     | AUT    | MOT     |        | 26位 | 6        |

- 太字はポールポジション、斜字はファステストラップ。(key)

### FIA 世界耐久選手権
| 年     | チーム                   | 使用車両       | クラス    | 1   | 2   | 3       | 4   | 5   | 6   | 7   | 8   | 順位 | ポイント |
| ------ | ------------------------ | -------------- | --------- | --- | --- | ------- | --- | --- | --- | --- | --- | ---- | -------- |
| 2012年 | ハイクロフト・レーシング | デルタウイング | Garage 56 | SEB | SPA | LMN Ret | SIL | SAO | BHR | FUJ | SHA | NC   | 0        |
| 2014年 | NISMO                    | 日産・ZEOD RC  | Garage 56 | SIL | SPA | LMN Ret | COA | FSW | SHA | BHR | SÃO | NC   | 0        |

(key)

#### F1世界選手権
| 年     | チーム     | シャシー | エンジン                 | 1   | 2   | 3   | 4   | 5   | 6   | 7   | 8   | 9   | 10  | 11  | 12  | 13  | 14  | 15  | 16     | WDC | ポイント |
| ------ | ---------- | -------- | ------------------------ | --- | --- | --- | --- | --- | --- | --- | --- | --- | --- | --- | --- | --- | --- | --- | ------ | --- | -------- |
| 2003年 | ジョーダン | EJ13     | コスワース・CR3 3.0L V10 | AUS | MAL | BRA | SMR | ESP | AUT | MON | CAN | EUR | FRA | GBR | GER | HUN | ITA | USA | JPN TD | -   | -        |

### ル・マン24時間レース
| 年     | チーム                   | コ・ドライバー                              | 使用車両            | クラス | 周回 | 順位 | クラス 順位 |
| ------ | ------------------------ | ------------------------------------------- | ------------------- | ------ | ---- | ---- | ----------- |
| 1998年 | NISMO TWR                | 黒澤琢弥 影山正美                           | 日産・R390 GT1      | GT1    | 319  | 10位 | 9位         |
| 1999年 | NISMO                    | ミハエル・クルム エリック・コマス           | 日産・R391          | LMP    | 110  | DNF  | DNF         |
| 2012年 | ハイクロフト・レーシング | マリーノ・フランキッティ ミハエル・クルム   | デルタウイング-日産 | UNC    | 75   | DNF  | DNF         |
| 2014年 | NISMO                    | ルーカス・オルドネス ヴォルフガング・ライプ | 日産・ZEOD RC       | UNC    | 5    | DNF  | DNF         |

## エピソード
- 前述の中子との接触事故のほか、1995年のJTCC第5戦十勝では影山正美とレース中の接触を巡って口論になるなどレース中は血気盛んで近寄りがたい雰囲気を醸し出していたと言われる。しかし40代に入ると、ニコニコ動画「脇阪寿一の言いたい放題」にて柳田真孝から「マイルドになった」と指摘されたり、同番組で脇阪寿一から「レース開催期間で笑顔を見せる」と言われ、若手当時の雰囲気とは異なった面をみせている。
- 20代に海外レースへの進出に積極的ではなかったことに関して、「日本の便利で不自由ない生活が好きだったんですよね」「F1が夢ではなかった。F1ドライバーになりたいと真剣に思ったことは無かったし、全員がF1を目指さないといけないとも思っていなかった」「自分が海外各国を転戦するタイプじゃないというのは、自分でも分かっていた」「日本の便利で不自由ない生活が好きだった」と当時の心境を述べている[1]。また、鈴木亜久里から「英語がまるで話せない」と指摘されている[12]。
- 「グランツーリスモ」を相当やりこんでおり、ニコニコ生放送に出演していたGT6「BMW Z4 CHALLENGE」覇者であるYAM氏の存在を知っていた。
- FNに上がるまでトレーニングを行った事が殆ど無く、スーパーアグリよりデビューが決まった最初のテストで横Gに音を上げてしまい、鈴木亜久里に叱責されたという[13]。
- FNのチャンピオン時代はあまりに首位を独走しすぎるとTV中継に映らなくなると考えており、レース中首位に立つとタイヤを労りつつTVに映るよう後続との距離を離しすぎないようにあえて近く保っていたことがあるという。
- 1998年のFN ツインリンクもてぎ戦で、本山は決勝の前日脇阪寿一と朝まで遊んでいたため、決勝当日朝のウォームアップ走行に寝坊した。ウォームアップ中に自分のマシンでコースを周回中の脇阪が、本山の姿が全くないことに気づき、自分のピット（Team ルマン）に無線で「携帯で本山を起こしてくれ」と連絡し本山は最後に間に合ってウォームアップを5分だけ走れた。同日午後の決勝レースでは脇阪・本山が1-2フィニッシュを決めた。しかし、星野一樹によると、インパル時代にはあるレースで本山が遅刻した際、チームの監督が本山ではなく一樹を叱ったことがあると発言していた。これは、インパルの監督であり、一樹の父である星野一義が一樹に対して本山を見習うよう助言しており、そこから一樹が本山の付き人を買って出ていたという事情があり、一樹がしっかりしていれば本山は遅刻せずに済んだと一義が考えたためだった。後のインタビューで、本山は一樹に対してこの一件を謝罪している。また、その当時寝不足だった理由を後年振り返った際に加藤大治郎と武田雄一が本山の滞在するホテルに泊まっていたためと発言している。[14]
- 度々交通事故や問題行動を起こしたことでHRCから罰金や契約金カット、運転禁止処分を受けていたことで、生活費が無くなった加藤大治郎と武田雄一の生活費を、本山のカードから支払っていたことがあると武田は明かしている。[15]
- 全日本カート時代のチームメイトの一人に、後にホンダF1のマネージングディレクターとなる山本雅史がいる[16]。